# Uwe Corsepius
Uwe Corsepius, född 9 augusti 1960 i Berlin, är en tysk ämbetsman. Han var generalsekreterare och chef för generalsekretariatet vid Europeiska unionens råd 2011-2015.
År 1984 tog Corsepius examen i ekonomi vid universitetet i Erlangen-Nürnberg. Han betraktas som en lärjunge till den berömda ekonomen Horst Steinmann. År 1990 blev han tjänsteman vid ekonomi- och arbetsmarknadsministeriet i Tyskland. Sedan 1992 har han arbetat vid Internationella valutafonden i Washington, D.C.. Under förbundskansler Angela Merkel, blev han ansvarig för femte departementet (europeisk politik) och, informellt, samordnare av den tyska EU-politiken. Redan i slutet av 2009 valdes Corsepius av Europeiska unionens råd till att bli den nya generalsekreteraren för generalsekretariatet vid Europeiska unionens råd. Han efterträdde därmed fransmannen Pierre de Boissieu. Kategoriserad som en "barsk" person ses han ibland med kritiska ögon i Bryssel, eftersom han "har liten förståelse för andras behov och intressen".
Efter sin avgång som generalsekreterare 2015 återupptog Corsepius sin tjänst som chefsrådgivare till Merkel i EU-frågor.